# Шпренгель, Курт
Курт Полика́рп Йоахи́м Шпре́нгель (нем. Kurt Polykarp Joachim Sprengel, 1766—1833) — немецкий ботаник, врач и филолог; историк науки. Благодаря отцу-священнику получил широкое образование. Владел не только латынью и греческим, но и арабским языками.
Курт Шпренгель прославился главным образом благодаря своему вкладу в современную науку, выразившемуся в стимулировании и поощрении микроскопических исследований тканей развитых растений. Он был первым, кто в своей работе «Historia Rei Herbariae» классифицировал описанные в древних источниках растения по системе Линнея. Шпренгель был профессором университета, а также директором ботанического сада в Галле. В его честь назван род растений Sprengelia из семейства Вересковые (Ericaceae).

## Происхождение
Шпренгель родился 3 августа 1766 года в местечке Больдеков в Померании. Происходил из семьи высокообразованного протестантского пастора Иоганна Фридриха Шпренгеля (Johann Friedrich Sprengel, 1726—1808 или 1810), который много лет учительствовал. Отец Курта был разносторонне образованным человеком, опубликовал ряд работ по истории, минералогии и горному делу, кроме того им было издано пособие по изучению ботаники.
Дядя по отцовской линии Христиан Шпренгель был ботаником, опубликовал в 1793 году работу «Das entdeckte Geheimnis der Natur im Bau und in der Befruchtung der Blumen», в которой изучал вопрос оплодотворения растений и открыл опыление цветковых растений насекомыми, чем на много опередил своё время.
Мать Курта Кристина Софи (Christiane Sophie Adelung, —1730) была сестрой Иоганна Аделунга известно немецкого филолога.
У Курта был брат Карл и сестра Фредерика (в замужестве Steinmetz).
Первую свою работу Курт написал ещё в совсем юном возрасте, в 14 лет. Это было «Руководство по ботанике для женщин», которое предназначалось его младшей сестре и в котором были изложены основы ботанической терминологии и системы Карла Линнея.

## Научная деятельность
В 1789 году закончил галльский университет, защитив диссертацию на тему «Rudimentorum nosologiae dynamicorum prolegomena» и начал врачебную практику. Одновременно занял в своей альма-матер одну из медицинских кафедр. C 1789 года его избирают экстраординарным профессором, а с 1795 — ординарным профессором. Читал ряд разнообразных курсов лекций, включая судебную медицину, семиотику, патологию и историю медицины. Отдельные курсы он читал до 1817 года, но с 1797 года его основное внимание привлекает ботаника, в этом году он занимает кафедру ботаники и становится директором ботанического сада при университете Галле.
Шпренгель не был открывателем новых направлений в ботанике или выдающимся систематиком. Однако он обладал исключительно широкой эрудицией и энциклопедическими знаниями. Кроме того он у него были редкие лингвистические способности, он был настоящим полиглотом. Владел, кроме древних классических, арабского и древнееврейского языков, ещё несколькими европейскими, что позволяло ему переводить многие книги на немецкий язык. В том числе он перевёл классические труды Гиппократа, Галена, Теофраста и осуществил критическое издание Диоскорида.
Ботанические изыскания Шпренгеля прежде всего обращались к анатомии растений. Вместе с французским ботаником Шарлем Мирбелем он своими исследованиями привлёк внимание научного сообщества к этой ботанической дисциплине, находившейся в тот период времени в пренебрежении под влиянием Линнея, который не считал фитоанатомов ботаниками, а пренебрежительно называл их «ботаникофилами».
Ряд трудов Шпренгеля был посвящён систематике зонтичных; кроме того, его исследования были обращены к некоторым другим покрытосеменным, а также к отдельным таксонам папоротников и мхов.
Под редакцией Шпренгеля вышло несколько изданий научных трудов Линнея, среди которых: 4-е издание Philosophia botanica (1809) и 9-е издание Genera Plantarum (1830—1831). Первая ботаническая работа Шпренгеля вышла в 1798 году и носила исторический характер, это была работа Antiquitatum botanicarum specimen primum, посвящённая определению растений, упоминаемых античными авторами.
Одним из учеников Шпренгеля был известный ботаник на русской службе Фёдор Богданович фон Фишер, который в 1804 году окончил курс естественно-исторических наук в Университете Галле, а позже, перебравшись в Россию, возглавлял Императорский Ботанический сад в Санкт-Петербурге с 1823 по 1850 годы.

## Научные работы
- Beitrage zur Geschichte des Pulses (1787)
- Galens Fieberlehre (1788)
- Apologie des Hippokrates und seiner Grundsätze (1789)
- Versuch einer pragmatischen Geschichte der Arzneikunde (1792—1799)
- Handbuch der Pathologie (1797)
- Antiquitatum botanicarum specimen primum (1798)
- Handbuch der Semiotik (1801)
- Historia rei herbariae (1807—1808)
- Anleitung zur Kenntniss der Gewächse (1802—1804 und 1817—1818)
- Flora Halensis (1806—1815)
- Von dem Bau und der Natur der Gewächse (1812)
- Plantarum Umbelliferarum prodromus … (1813)
- Plantarum minus cognitarum pugillus (1813—1815)
- Geschichte der Botanik (2 Bände, 1817-18)
- Species umbelliferarum minus cognitae (1818)
- Geschichte der Chirurgie (1819)
- Geschichte der Medicin (1820)
- Neue Entdeckung im ganzen Umfang der Pflanzenkunde (1820—1822)
- Institutiones pharmacologiae (6 Bände, 1809—1819)

### Переводы на русский язык
- Критическое обозрение врачебной науки в последнем десятилетии : пер. с нем./ К. Шпренгель; пер. В. Джунковский. — СПб. : Тип. Гос. Мед. Коллегии, 1803. Ч. 1—2
- Лекарственник, или Фармакология, Курта Шпренгеля; с лат. А Иовский, М. 1820. (8).
- Семиотика или признаковедение, то есть: наука о признаках болезненного состояния человека : пер. с нем./ К. Шпренгель; И. Зацепина. — М.: в тип. С. Селивановского, 1824. — 10+502 с.

## Интересные факты
Статья об этом учёном, как и о его коллеге Христиане Конраде Шпренгеле была размещена на страницах Энциклопедического словаря Брокгауза и Ефрона дважды, но с опечаткой в написании фамилии (во второй раз их ошибочно назвали Шренгель).